# 大花沿阶草
大花沿阶草（学名：Ophiopogon megalanthus），为百合科沿阶草属下的一个植物种。